# Santa Marina (Boal)
Santa Marina es una aldea perteneciente a la parroquia de Boal, en el concejo de Boal, comarca de Eo-Navia, Principado de Asturias, España.
No hay disponibles datos respecto a su población (INE, 2013) y se encuentra a unos 380 m de altura sobre el nivel del mar, a unos 3 km de la capital del concejo, tomando desde ésta primero la carretera AS-12 en dirección a Grandas de Salime, y desviándose luego en San Luis por la AS-35 en dirección a Villayón.